# Церковь Сергия Радонежского (Муром)
Церковь Преподобного Сергия Радонежского — православный храм, находящийся на территории Троицкого женского монастыря в городе Муроме.

## История
Церковь была построена в 1715 году на погосте Пьянгус в Муромском уезде Владимирской губернии и тогда же при храме был учреждён отдельный приход.
В 1783 году церковь была перестроена и кроме основного престола в честь преподобного Сергия Радонежского в трапезной части был освящён престол в честь святого Димитрия Солунского. Здание архитектурного типа восьмерик на четверике с колокольней и летней галереей, пристроенной с северной стороны, было возведено в стиле русского деревянного зодчества.
В 1910 году в селе Пьянгус был построен каменный храм, а здание деревянной церкви в 1912 году было выкуплено крестьянами деревни Красново и в 1913 году перенесено на новое место. В 1962 году в разгар хрущевских гонений на православную церковь, храм в Красново был закрыт.
В 1976 году, ради сохранения от пожара, церковь была разобрана и в 1978 году вновь собрана на территории Троицкого женского монастыря. В 1991 году монастырь был возобновлён, а в 1996 году Сергиевская церковь была вновь освящена, однако, придел в честь святого Димитрия Солунского восстановлен не был.